# Hermann Krone

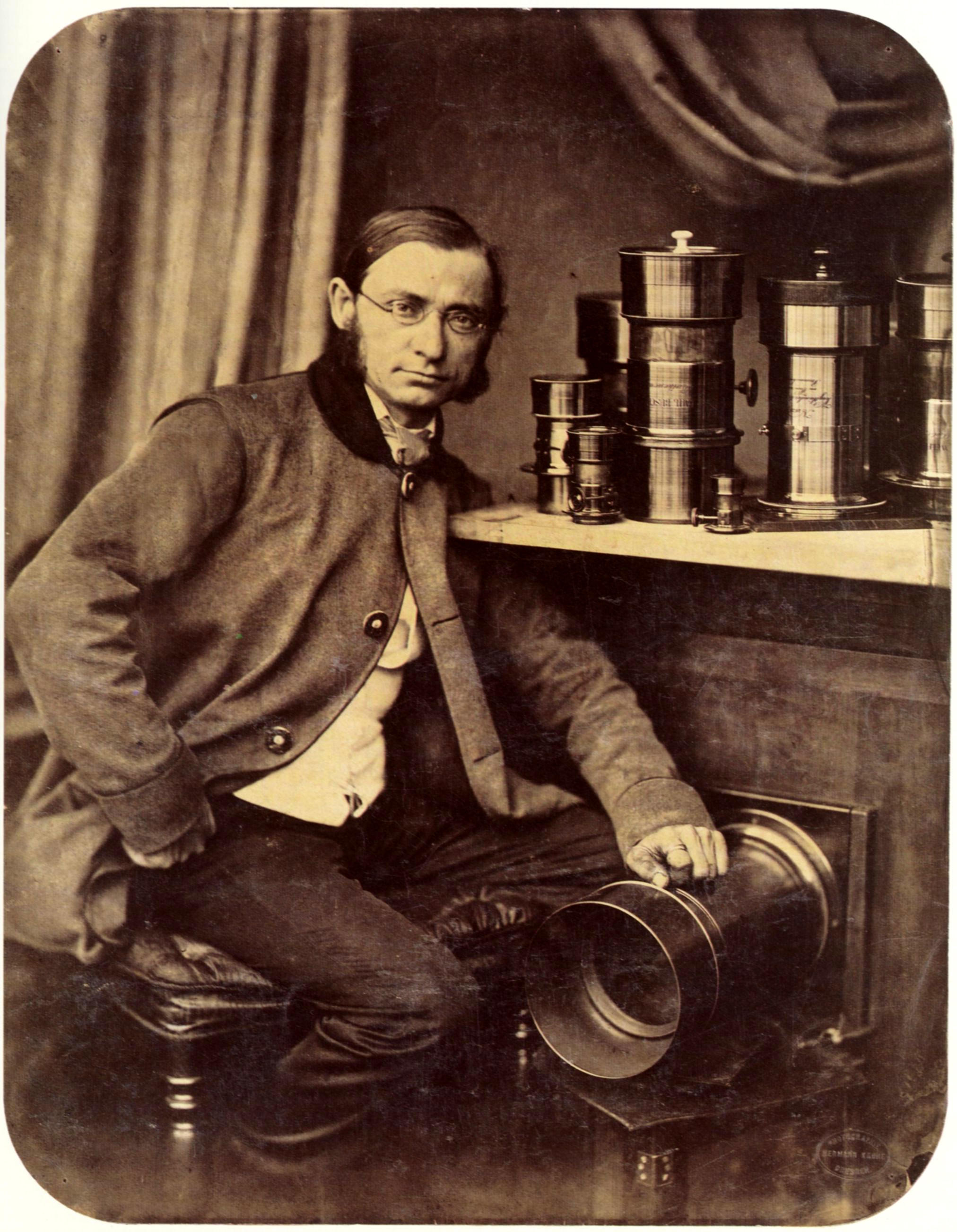
Hermann Krone, Selbstporträt mit Teilen seiner Ausrüstung, 1858

Hermann Krone (* 14. September 1827 in Breslau; † 17. September 1916 in Laubegast) war ein deutscher Fotograf, Wissenschaftler, Hochschullehrer und Publizist. Er gründete das Historische Lehrmuseum für Photographie in Dresden und gilt als einer der bekanntesten und besten Fotografen des 19. Jahrhunderts.

## Leben
Krone, geboren als Sohn eines Lithografen und Enkel eines Buchdruckers, nahm nach dem Besuch des Elisabeth-Gymnasiums in Breslau 1843 ein naturwissenschaftliches Studium an der Universität Breslau auf. Im ersten Semester begann er mit fotografischen Experimenten und dem Bau einer Kamera.

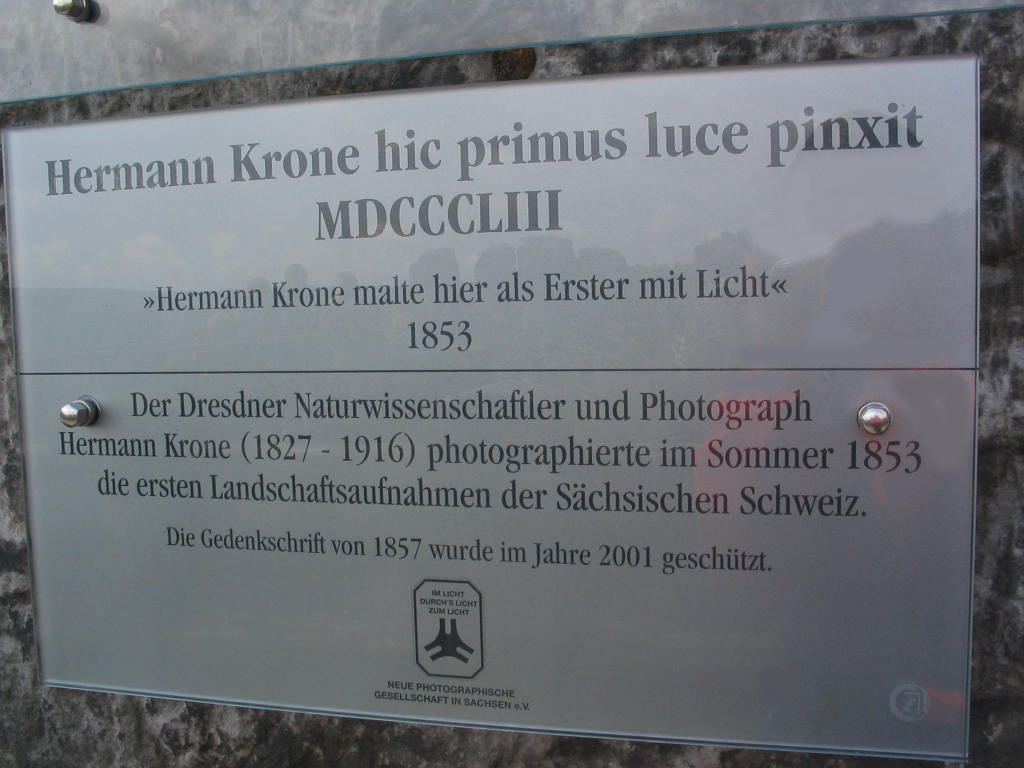
Gedenktafel für Hermann Krone in der Bastei

Ab 1849 studierte er an der Dresdner Kunstakademie und war für kurze Zeit ein Schüler Ludwig Richters. 1851 eröffnete er in Leipzig ein Fotoatelier. Da er dort jedoch als preußischer Staatsbürger Ausländer war, wurde er nach wenigen Monaten ausgewiesen und musste das Atelier an die Fotografin Friedericke Pommer abgeben. Krone siedelte daraufhin nach Dresden über, erlangte das Dresdner Bürgerrecht (und damit die sächsische Staatsbürgerschaft) und eröffnete 1853 hier erneut ein Fotostudio sowie eine private fotografische Lehranstalt. Seine 1853 aufgenommene Serie des Elbsandsteingebirges markiert den Beginn der Landschaftsfotografie in Sachsen. In seine fotografischen Exkursionen bezog er auch die Böhmische Schweiz und den schlesischen wie den böhmischen Teil des Riesengebirges ein. Sein Bild des Wirtshauses am Prebischtor von 1853 gilt als erste touristische Fotografie Tschechiens.
Neben seinen epochalen fotografischen Leistungen gelang es Hermann Krone auch, mit seinen genetischen Studien und anthropospeläologischen Arbeiten zu einem Begründer der wissenschaftlichen Höhlenforschung Sachsens zu werden. 1856 fertigte er in der Sächsischen Schweiz eine der weltweit frühesten fotografischen Höhlenaufnahmen. Im wissenschaftlichen Verein ISIS berichtete er zusammenfassend über „Höhlen, Thore und Grottenbildungen in dem Sächsisch-böhmischen Elbtalgebirge“, legte Sinter aus Sandsteinhöhlen vor und machte mittelalterliche Funde in der später nach ihm benannten Kronehöhle (Sächsischer Höhlenkataster Nr. SH-57). Mit einer Reihe von Beispielen erläuterte er seine Gedanken zu einer Art Kondenswasserkorrosion in beschatteten Nischenbereichen.
Hermann Krone arbeitete mit den frühen Verfahren der Daguerreotypie und Kalotypie sowie später mit industriell gefertigten Fotomaterialien. Von 1870 bis 1907 hielt er am Polytechnikum Dresden Vorlesungen und Praktika zur Fotografie. 1895 wurde er zum Professor ernannt. Für Lehrzwecke legte er eine große Sammlung von Fotografien der unterschiedlichsten Verfahren an, die einen hohen kulturhistorischen Wert hat. 1907 übergab er diese Sammlung dem Wissenschaftlich-Photographischen Institut der Technischen Hochschule Dresden, dem heutigen Institut für Angewandte Photophysik der TU Dresden.
Zusammen mit seinem Sohn Johannes Krone nahm er im Jahr 1874 als Fotograf an einer deutschen Expedition auf die Aucklandinseln teil, die der Beobachtung des Venustransits vom 9. Dezember 1874 diente. Über diese Expedition verfasste er einen unter dem Titel Vater und Sohn auf Weltreise erschienenen Bericht.
Hermann Krone starb 1916 in Laubegast bei Dresden. Sein Grab auf dem Trinitatisfriedhof ist nicht erhalten.
Seit 2017 trägt ein Neubau auf dem Gelände der Technischen Universität Dresden den Namen Hermann-Krone-Bau. Das Gebäude ist Sitz des Instituts für Angewandte Photophysik sowie der Hermann-Krone-Sammlung.

## Zitat
„Im Licht. Durchs Licht. Zum Licht.“

## Werke

### Schriften
- Die für alle Zeit von praktischem Wert bleibenden photographischen Urmethoden. Nachdruck: Fotokinoverlag, Leipzig 1985
- Photographische Urmethoden. 1907. Nachdruck: Fotokinoverlag, Leipzig 1985
- Erste photographische Landschaftstour Sächsische Schweiz. Nachdruck: Fotokinoverlag, Leipzig 1997
- Historisches Lehrmuseum für Photographie. Experiment, Kunst, Massenmedium. Verlag der Kunst, Dresden 1998, ISBN 90-5705-086-2
- Vater und Sohn auf Weltreise. 1874, 1875 zur Beobachtung des Venus-Durchgangs. Die Robinsonade auf den Auckland-Inseln. Australien. Hendel, Halle an der Saale 1901

### Fotografien

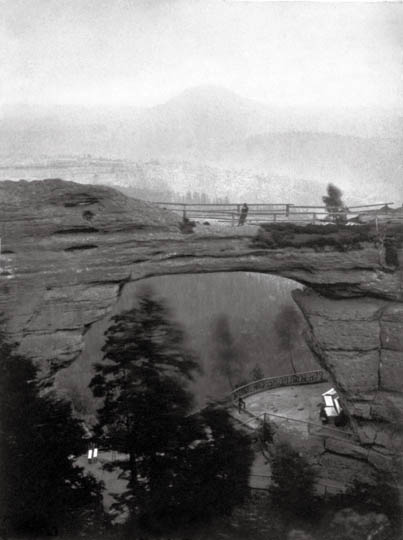
Prebischtor in der Böhmischen Schweiz, 1853
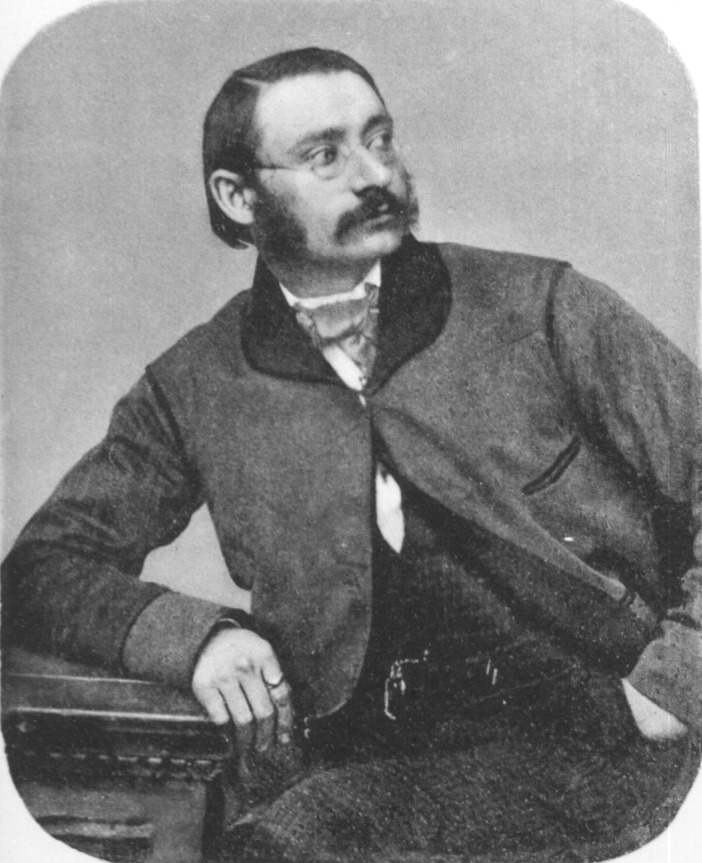
Selbstporträt, um 1854
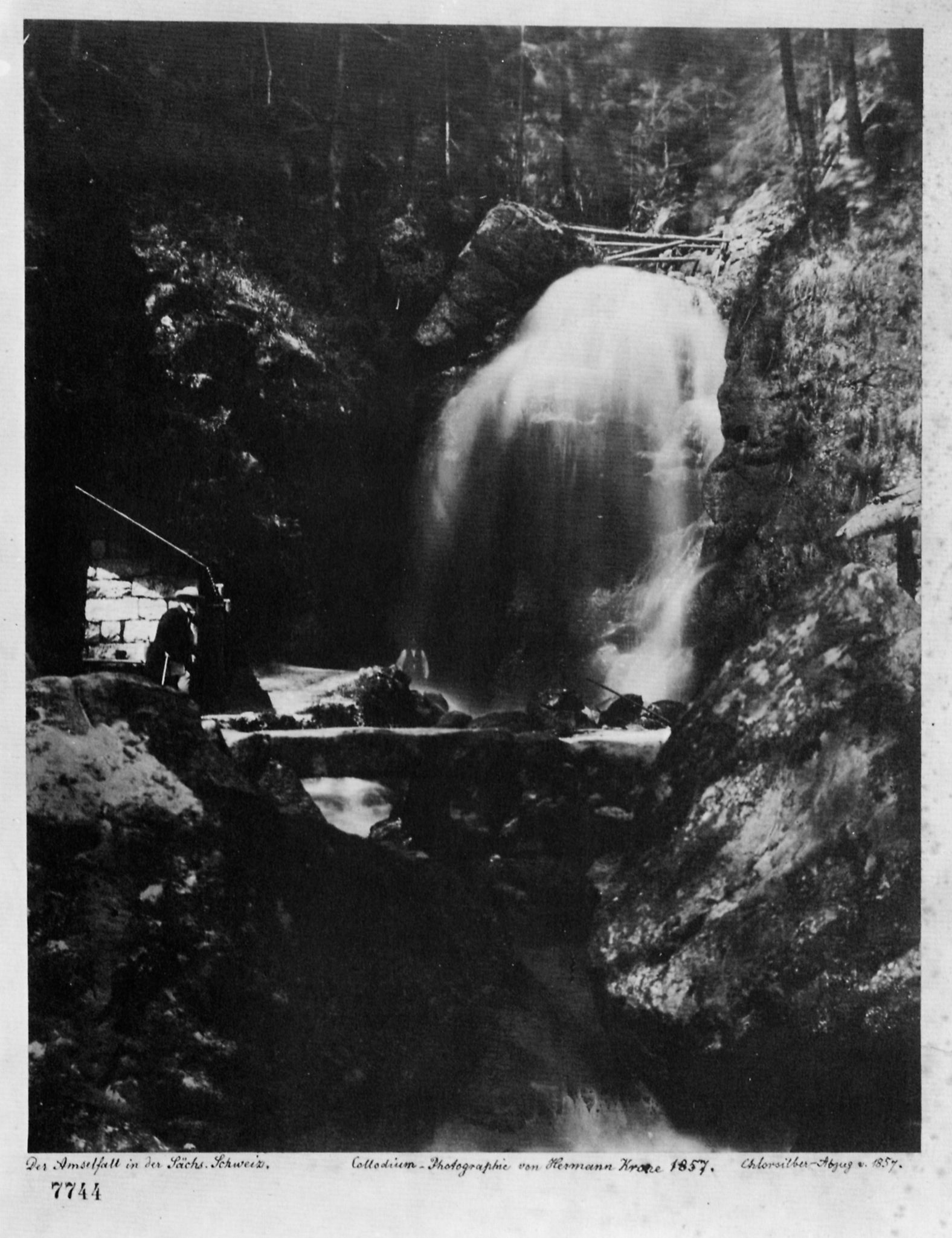
Amselfall in der Sächsischen Schweiz, 1857
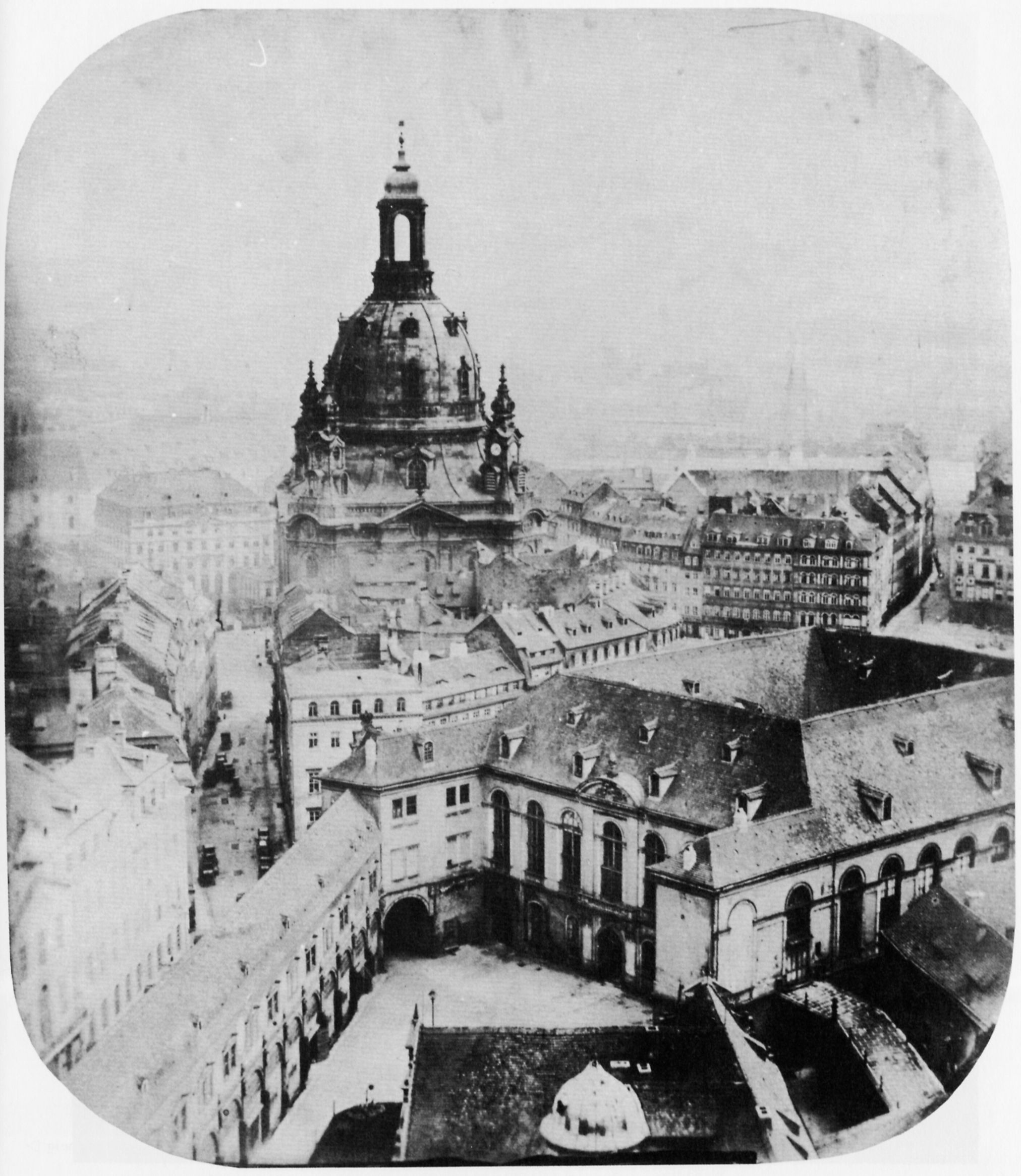
Frauenkirche in Dresden, um 1857
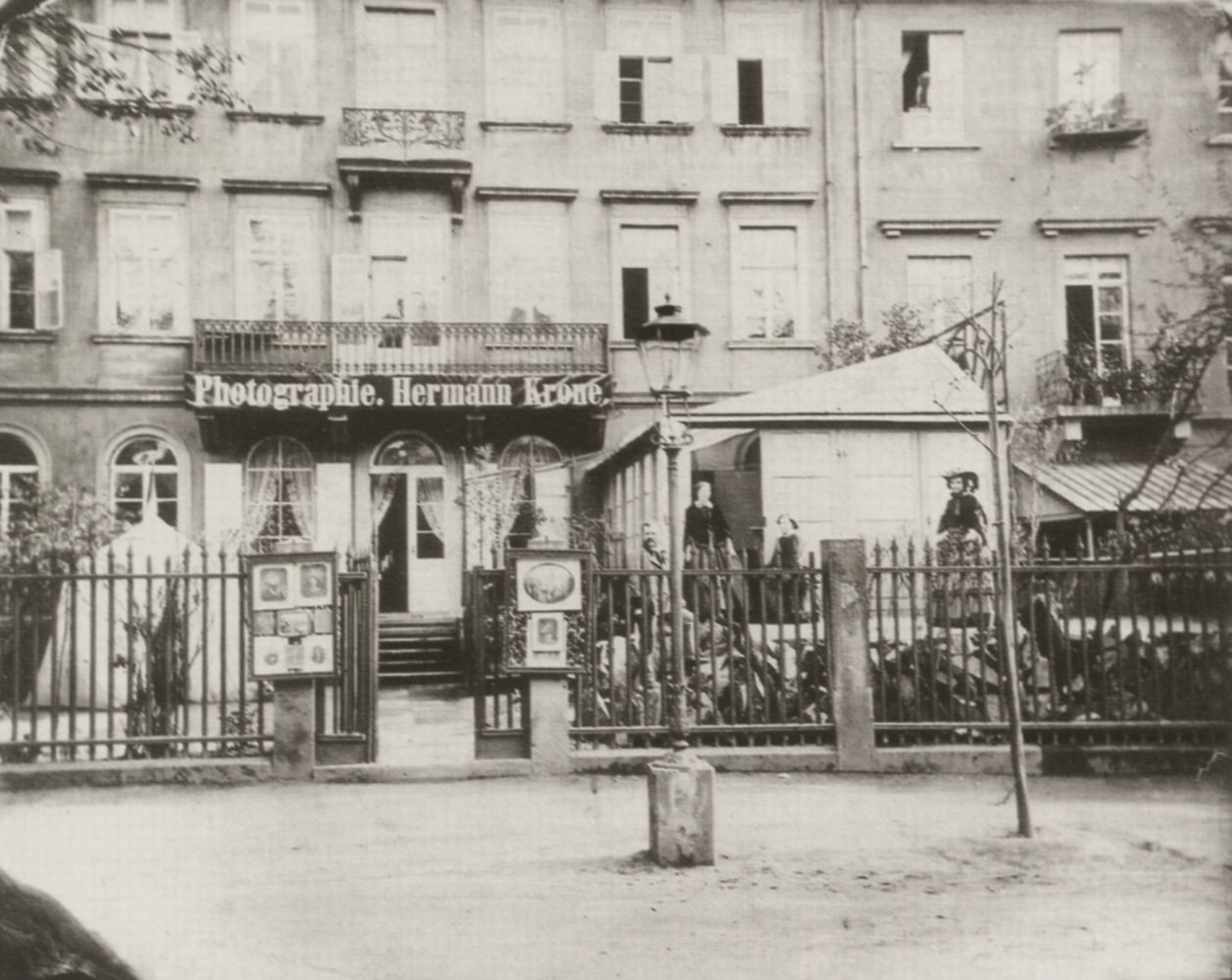
Atelier von Hermann Krone in Dresden, 1864

## Ausstellungen
- 1998: Im Licht durchs Licht zum Licht. Hermann Krone, Photograph (1827–1916), Kupferstichkabinett der Staatlichen Kunstsammlungen Dresden in der TU Dresden.

## Auszeichnungen
- 1856: Ehrenvolle Anerkennung aus Anlass der Ausstellung in Brüssel 1856[8]
- 1871: Medaille, Paris 1870[9]
- 1873: Eine Verdienst-Medaille für Proben photographischer Versuche anlässlich der Weltausstellung 1873 in Wien (Abt. Photographie)[10]
- 1893: Die silberne Gesellschaftsmedaille der Photographischen Gesellschaft.[11]
- Ehrenmitgliedschaft[12]
  - Deutsche Photographenverein
  - Thüringer Photographen-Bund
  - Dresdner Gesellschaft zur Förderung der Amateur-Photographie